# Rymosia scopulosa
Rymosia scopulosa är en tvåvingeart som beskrevs av Becker 1908. Rymosia scopulosa ingår i släktet Rymosia och familjen svampmyggor.
Artens utbredningsområde är Kanarieöarna. Inga underarter finns listade i Catalogue of Life.